# Division 1 (Bélgica) 1956-57
La Primera División de Bélgica 1956/57 fue la 54.ª temporada de la máxima competición futbolística en Bélgica.

## Tabla de posiciones
| Pos | Equipo                         | PJ | PG | PE | PP | GF | GC | Pts | DG  | Notas                                                |
| --- | ------------------------------ | -- | -- | -- | -- | -- | -- | --- | --- | ---------------------------------------------------- |
| 1   | Royal Antwerp FC               | 30 | 19 | 8  | 3  | 69 | 28 | 46  | +41 | Clasificado a la Copa de Campeones de Europa 1957-58 |
| 2   | R.S.C. Anderlecht              | 30 | 16 | 8  | 6  | 82 | 47 | 40  | +35 |                                                      |
| 3   | La Gantoise                    | 30 | 16 | 7  | 7  | 73 | 37 | 39  | +36 |                                                      |
| 4   | Daring Club Bruxelles          | 30 | 15 | 5  | 10 | 67 | 56 | 35  | +11 |                                                      |
| 5   | R.F.C. de Liège                | 30 | 14 | 6  | 10 | 52 | 44 | 34  | +8  |                                                      |
| 6   | Lierse S.K.                    | 30 | 14 | 6  | 10 | 54 | 51 | 34  | +3  |                                                      |
| 7   | Standard Liège                 | 30 | 11 | 11 | 8  | 54 | 47 | 33  | +7  |                                                      |
| 8   | R.C.S. Verviétois              | 30 | 10 | 12 | 8  | 47 | 39 | 32  | +8  |                                                      |
| 9   | Royale Union Saint-Gilloise    | 30 | 11 | 8  | 11 | 53 | 55 | 30  | -2  |                                                      |
| 10  | K Berchem Sport                | 30 | 8  | 12 | 10 | 37 | 49 | 28  | -12 |                                                      |
| 11  | R.O.C. de Charleroi-Marchienne | 30 | 8  | 9  | 13 | 43 | 55 | 25  | -12 |                                                      |
| 12  | Beerschot                      | 30 | 10 | 4  | 16 | 49 | 75 | 24  | -26 |                                                      |
| 13  | Tilleur FC                     | 30 | 9  | 5  | 16 | 47 | 69 | 23  | -22 |                                                      |
| 14  | K.R.C. Mechelen                | 30 | 7  | 8  | 15 | 45 | 63 | 22  | -18 |                                                      |
| 15  | Beringen FC                    | 30 | 6  | 6  | 18 | 36 | 65 | 18  | -29 | Descenso a la Division II                            |
| 16  | R. Charleroi S.C.              | 30 | 6  | 5  | 19 | 34 | 62 | 17  | -28 | Descenso a la Division II                            |

PJ = Partidos jugados; PG = Partidos ganados; PE = Partidos empatados; PP = Partidos perdidos; GF = Goles a favor; GC = Goles en contra; Pts = Puntos; DG = Diferencia de goles